# Kaija Parve
Kaija Helinurm z domu Parve (ros. Кайя Ахтовна Парве, ur. 14 czerwca 1964 r. w Tallinnie) – estońska biathlonistka reprezentująca ZSRR, wielokrotna medalistka mistrzostw świata.

## Kariera
Pierwszy sukces osiągnęła w 1984 roku, zdobywając wspólnie z Wienierą Czernyszową i Ludmiła Zabołotnią złoty medal w sztafecie podczas mistrzostw świata w Chamonix. Na rozgrywanych rok później mistrzostwach świata w Egg zdobyła medale we wszystkich trzech konkurencjach. Zwyciężyła w sztafecie i biegu indywidualnym, a w sprincie była druga za Norweżką Sanną Grønlid. Kolejne dwa medale zdobyła na mistrzostwach świata w Falun w 1986 roku, zwyciężając tym razem w sprincie i sztafecie. Następnie wywalczyła srebrny medal w sprincie podczas rozgrywanych w 1987 roku mistrzostw świata w Lahti. Rozdzieliła tam na podium swą rodaczkę Jelenę Gołowiną i Norweżkę Anne Elvebakk. Ponadto zdobyła czwarte z rzędu złoto w sztafecie na mistrzostwach świata w Chamonix w 1988 roku.
W zawodach Pucharu Świata startowała sporadycznie, głównie na terenie ZSRR i mistrzostwach świata (które od 1978 roku także zaliczane są do cyklu PŚ). Pierwszy raz na podium zawodów pucharowych stanęła 9 stycznia 1985 roku w Mińsku, zajmując drugie miejsce w biegu indywidualnym. W zawodach tych uplasowała się między Jeleną Gołowiną i Tatjaną Bryliną. W kolejnych startach jeszcze pięciokrotnie stawała na podium zawodów tego cyklu, odnosząc dwa zwycięstwa - za każdym razem podczas mistrzostw świata. Najlepsze wyniki osiągnęła w sezonie 1984/1985, który zakończyła na trzeciej pozycji w klasyfikacji generalnej. Wyprzedziły ją jedynie Sanna Grønlid i Eva Korpela ze Szwecji.

## Osiągnięcia

### Mistrzostwa świata
| Rok  | Miejscowość | Konkurencje | Konkurencje | Konkurencje | Konkurencje | Konkurencje | Konkurencje | Konkurencje |
| Rok  | Miejscowość | IN          | SP          | PU          | MS          | RL          | MR          | SR          |
| ---- | ----------- | ----------- | ----------- | ----------- | ----------- | ----------- | ----------- | ----------- |
| 1984 | Chamonix    | 4.          | 7.          | nd.         | nd.         | 1.          | nd.         | –           |
| 1985 | Egg         | 1.          | 2.          | nd.         | nd.         | 1.          | nd.         | –           |
| 1986 | Falun       | 13.         | 1.          | nd.         | nd.         | 1.          | nd.         | –           |
| 1987 | Lahti       | 2.          | 4.          | nd.         | nd.         | 1.          | nd.         | –           |
| 1988 | Chamonix    | 18.         | 12.         | nd.         | nd.         | 1.          | nd.         | –           |

### Puchar Świata

#### Miejsca w klasyfikacji generalnej
| Sezon     | Miejsce |
| --------- | ------- |
| 1983/1984 | ?       |
| 1984/1985 | 3.      |
| 1985/1986 | ?       |
| 1986/1987 | ?       |
| 1987/1988 | ?       |

#### Miejsca na podium w zawodach chronologicznie
| Lp. | Dzień       | Rok  | Miejscowość | Konkurencja                | Lokata | Pudła | Czas biegu | Strata  | Zwycięzca       |
| --- | ----------- | ---- | ----------- | -------------------------- | ------ | ----- | ---------- | ------- | --------------- |
| 1.  | 9 stycznia  | 1985 | Mińsk       | Bieg indywidualny na 15 km | 2.     | 7     | 45:31,0    | +2:03,1 | Jelena Gołowina |
| 2.  | 11 stycznia | 1985 | Mińsk       | Sprint na 7,5 km           | 3.     | 3     | 20:15,7    | +31,8   | Jelena Gołowina |
| 3.  | 21 lutego   | 1985 | Egg         | Bieg indywidualny na 15 km | 1.     | 2+1+1 | 43:21,4    | –       | –               |
| 4.  | 23 lutego   | 1985 | Egg         | Sprint na 7,5 km           | 2.     | 2+1   | 21:58,9    | +4,8    | Sanna Grønlid   |
| 5.  | 15 lutego   | 1986 | Falun       | Sprint na 7,5 km           | 1.     | 1+0   | 20:07,0    | –       | –               |
| 6.  | 25 lutego   | 1987 | Lahti       | Bieg indywidualny na 15 km | 2.     | 0+0+2 | 42:42,8    | +48,3   | Sanna Grønlid   |